# Castell de Septfontaines
El Castell de Septfontaines (en luxemburguès: Buerg vu Simmer; en francès: Château de Septfontaines) al centre del Gran Ducat de Luxemburg
és un dels castells a la Vall dels Set Castells. Situat per sobre de la població de Septfontaines, el castell és de propietat privada.

## Història
No és clar quan el primer castell va ser construït a Septfontaines. El 1192, hi ha una referència a algú amb el nom de Tider que era el senyor de Septfontaines. El 1233, Jean de Septfontaines col·loca la propietat sota la protecció de la comtessa Ermesinda I de Luxemburg. A començament del segle xiv, Thomas de Septfontaines, un amic i company d'Enric VII del Sacre Imperi Romanogermànic, va ser el senyor del castell. El 1600, Christoph von Criechingen va construir una enorme torre renaixentista a l'entrada nord. Durant el 1779, un incendi va destruir el castell, que va anar acabant en ruïnes. L'any 1919, el castell va ser parcialment demolit, però el 1920 els propietaris van intentar fer alguns treballs de restauració, per desgràcia no es va prestar gaire atenció als requisits arquitectònics històrics.